# Capnolymma laotica
Capnolymma laotica là một loài bọ cánh cứng trong họ Cerambycidae.